# Auguste de Laissardière
Auguste de Laissardière, né le 15 avril 1881 à Vault-de-Lugny et mort le 21 juin 1964 dans le 6e arrondissement de Paris est un cavalier sportif et militaire français.

## Biographie
Il concourt à l'épreuve de saut d'obstacles lors des Jeux olympiques de 1920.
Il combat pendant la Première et Seconde Guerre mondiale. Lieutenant en 1914, il reçoit six citations pendant la Grande guerre. Lors de la bataille de France, alors qu'il est affecté à l'école de cavalerie de Saumur, il évite en juin 1940 la capture des chevaux de l'école.